# Alexis Ndzuenkeu
 (mai 2025).
La mise en forme du texte ne suit pas les recommandations de Wikipédia : il faut le « wikifier ».
Les points d'amélioration suivants sont les cas les plus fréquents :
- Les titres sont pré-formatés par le logiciel. Ils ne sont ni en capitales, ni en gras.
- Le texte ne doit pas être écrit en capitales (les noms de famille non plus), ni en gras, ni en italique, ni en « petit »…
- Le gras n'est utilisé que pour surligner le titre de l'article dans l'introduction, une seule fois.
- L'italique est rarement utilisé : mots en langue étrangère, titres d'œuvres, noms de bateaux, etc.
- Les citations ne sont pas en italique mais en corps de texte normal. Elles sont entourées par des guillemets français : « et ».
- Les listes à puces sont à éviter, des paragraphes rédigés étant largement préférés. Les tableaux sont à réserver à la présentation de données structurées (résultats, etc.).
- Les appels de note de bas de page (petits chiffres en exposant, introduits par l'outil «  Source ») sont à placer entre la fin de phrase et le point final[comme ça].
- Les liens internes (vers d'autres articles de Wikipédia) sont à choisir avec parcimonie. Créez des liens vers des articles approfondissant le sujet. Les termes génériques sans rapport avec le sujet sont à éviter, ainsi que les répétitions de liens vers un même terme.
- Les liens externes sont à placer uniquement dans une section « Liens externes », à la fin de l'article. Ces liens sont à choisir avec parcimonie suivant les règles définies. Si un lien sert de source à l'article, son insertion dans le texte est à faire par les notes de bas de page.
- La présentation des références doit suivre les conventions bibliographiques. Il est recommandé d'utiliser les modèles {{Ouvrage}}, {{Chapitre}}, {{Article}}, {{Lien web}} et/ou {{Bibliographie}}. Le mode d'édition visuel peut mettre en forme automatiquement les références.
- Insérer une infobox (cadre d'informations à droite) n'est pas obligatoire pour parachever la mise en page.

Pour une aide détaillée, merci de consulter Aide:Wikification.
Si vous pensez que ces points ont été résolus, vous pouvez retirer ce bandeau et améliorer la mise en forme d'un autre article.
 (avril 2025).
Alexis Ndzuenkeu, né le 10 mars 1974 à Bangangté (Cameroun), est un magistrat, diplomate, haut fonctionnaire, et ministre plénipotentiaire camerounais. Il occupe actuellement le poste de Directeur des Affaires Juridiques, de la Documentation et de la Communication (DAJDC) au sein de l'Organisation pour l'Harmonisation en Afrique du Droit des Affaires (OHADA).

## Biographie

### Jeunesse et formation
Alexis Ndzuenkeu effectue ses études secondaires à Bangangté avant d'intégrer l'Université de Yaoundé II. Il est ensuite admis à l'École Nationale d’Administration et de Magistrature (ENAM) du Cameroun, où il est formé en tant que magistrat.
Il accède par la suite au rang de ministre plénipotentiaire au sein du Ministère des Relations Extérieures du Cameroun, titre accordé à certains diplomates de haut niveau, chargé de missions spéciales ou représentant l’État à l’étranger.
Il poursuit également une formation académique en France, où il obtient un doctorat en droit à l’Université Toulouse Capitole. Sa thèse, dirigée par les professeurs Hugues Kenfack et Pierre-Étienne Kenfack, porte sur le système OHADA et l’intégration juridique en Afrique.

## Carrière professionnelle
Après sa sortie de l’ENAM, Alexis Ndzuenkeu entame sa carrière en tant que juge d'instruction à Sangmélima, puis devient substitut du procureur de la République à Yaoundé.
Il rejoint ensuite l’OHADA, où il gravit les échelons jusqu’à devenir Directeur des Affaires Juridiques, de la Documentation et de la Communication. À ce poste, il joue un rôle essentiel dans l'harmonisation du droit des affaires en Afrique, à travers la coordination de textes juridiques, la documentation normative, et la communication institutionnelle de l’Organisation.
En parallèle, il poursuit des missions diplomatiques pour le Cameroun à travers son affiliation au MINREX, et participe à plusieurs conférences et colloques sur la scène internationale.

## Contributions
- Réformes juridiques : Contribution à la rédaction de plusieurs actes uniformes dans le cadre de l’OHADA[1].
- Publications : Rédaction de plusieurs articles scientifiques portant sur le droit africain des affaires[1].
- Conférences : Intervenant régulier lors de séminaires juridiques et colloques universitaires internationaux.